# Доменіко Фйязелла
Доменіко Фйязелла (італ. Domenico Fiasella 12 серпня, 1589, Сарцана — 19 жовтня, 1669, Генуя) — італійський художник XVII століття. За місцем походження мав прізвисько «Сарцана».

## Біографія, ранні роки
Народився в місті Сарцана. Походив з родини ювеліра Джованні Фйязелла. Ймовірно, батько і був першим вчителем для сина.

## Художня освіта
Починав опановувати мистецтво в Генуї, де працював в майстерні художника Джованні Баттіста Паджі (1554—1627). Паджі окрім художньої практики був ще й теоретиком історії мистецтв і створив трактат «Diffinizione» (Описи або тлумачення живопису). Паджі був прихильником стилю маньєризм у його провінційному варіанті. Більше ніж розпалення власної уяви і надумані композиції маньєристів молодого Доменіко Фйязеллу приваблювала реальність і звістки про новації в мистецтві, що вже з'явились у Римі, могутньому художньому центрі початку XVII ст.

## Десять років у Римі
1607 року він прибув у Рим, де працюватиме до 1616 року. Римські художники того часу розділились на прихильників традиційного маньєризму та на прихильників нового на той час бароко, пов'язаного з вивченням реалізму і природи як такої в намаганні подлати кризовий стан в живопису, до котрого довели живопис маообдаровані адепти маньєризму. Та й сам бароковий живопис розділився в Римі на офіційно підтриманий бароковий академізм та його демократичну гілку караваджизм.
Доменіко Фйязелла спілкувався з римськими прихильниками караваджизму у його полегшеному варіанті, про що свідчили приятельські стосунки між Фйязеллою та Ораціо Джентілескі. Він не гаяв часу і відвідував римську художню школу «Академія оголеної натури» (Accademia del Nudo), котра була створена для художників-початківців за папською булою ще 1577 року.
Про молодого Фйязеллу доповіли і римському банкіру та меценату молодих художників Вінченцо Джустініані, для котрого Доменіко Фйязелла виконав декілька картин.

## Повернення на батьківщину
1616 року він повернувся до Сарцани. В цей період Фйязелла створив картини для храмів рідного міста, серед котрих «Поклоніння пастухів немовляті Христу» та вівтар «Св. Лазар перед Богородицею». Він також звернувся до створення фресок, ставши суперником художника Джованні Карлоне (1603—1684).
Як художника-декоратора його запросили на працю у Геную, де він створив фресковий цикл «Історія Есфірі» в палаццо Ломелліні. Ця праця перетворила його на провідного митця в місті.
Окрім замов у місті Генуя він працював по замовам релігійних громад у містах Мантуя, П'яченца, для храмів генуезьких купців у інших містах.
Його здібності малювальника стануть в пригоді, коли йому замовили проекти (дизайн) релігійних скульптур, проекти переводили у мармур різні скульптори. Він же створив проекти скульптур і нового вівтаря для Палацу дожів міста Генуя. Фігуру Мадонни з бронзи виконав скульптор Джованні Баттіста Бьянко. Влада Генуї розпочала клопоти про оголошення покровителькою і королевою республіки Богородицю. Тому Богородиця тримала атрибути королівської влади, а її зображення мали перенести на нові генуезькі монети. В церемоніях з нагоди цих урочистостей брав участь і художник Доменіко Фйязелла.

## Обрані твори (перелік)
- «Смерть Мелеагра»
- «Втеча Святої Родини до Єгипту»
- «Христос і самаритянка»
- «Самсон і Даліла»
- «Смерть царя Юдеї Езекії»
- «Авраам і три янголи»
- «Каяття Марії Магдалини»
- «Вигублення немовлят»
- «Портрет Агостіно Паллавічіні»
- «Св. Лазар перед Богородицею»
- «Успіння Пресвятої Богородиці»
- «Мучеництво Андрія Первозванного»

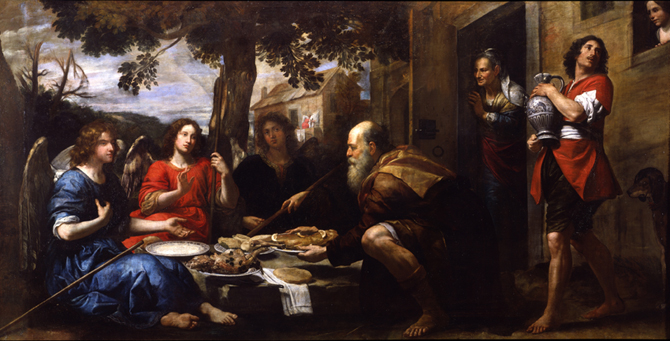
Доменіко Фйязелла. «Авраам і три янголи»

- «Поклоніння пастухів немовляті Христу»
- «Зшестя Святого Духа на апостолів»
- «Свята Трійця з мадонною та Іваном Хрестителем»
- «Мадонна з немовлям, святими Франциском Ассізьким та Карло Борромео»

## Обрані твори (галерея)

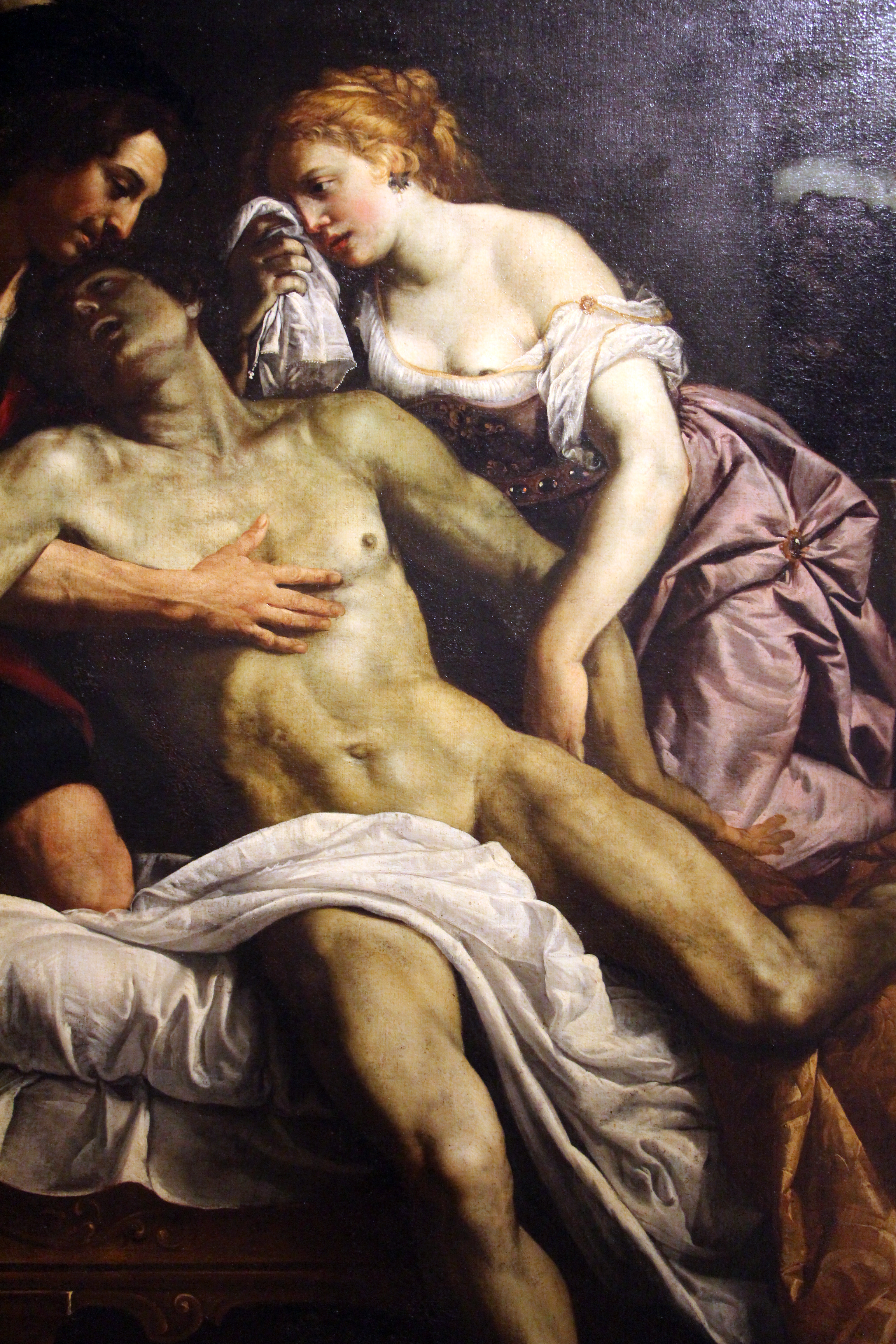
Доменіко Фйязелла. «Смерть Мелеагра»

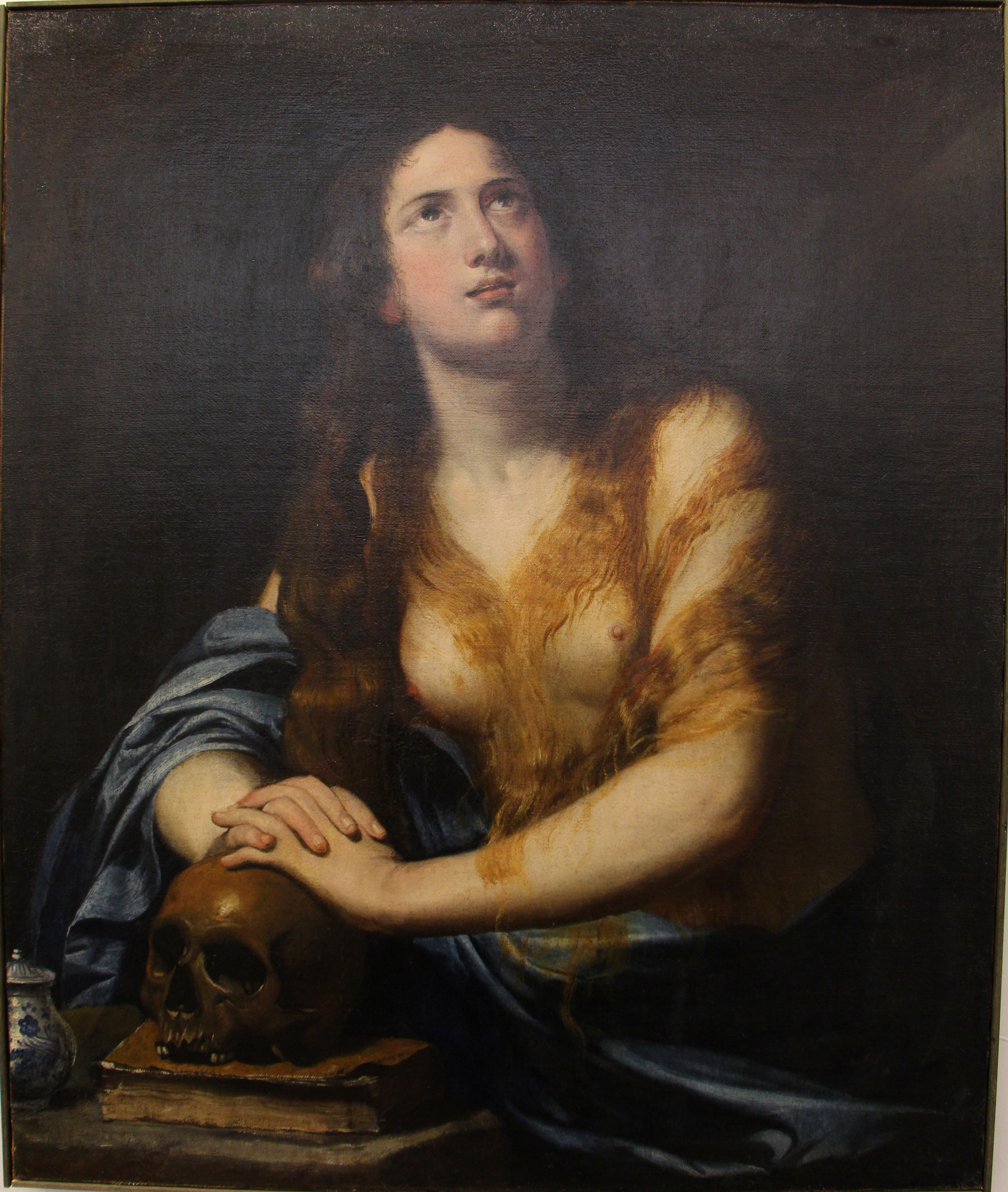
Доменіко Фйязелла. «Каяття Марії Магдалини»
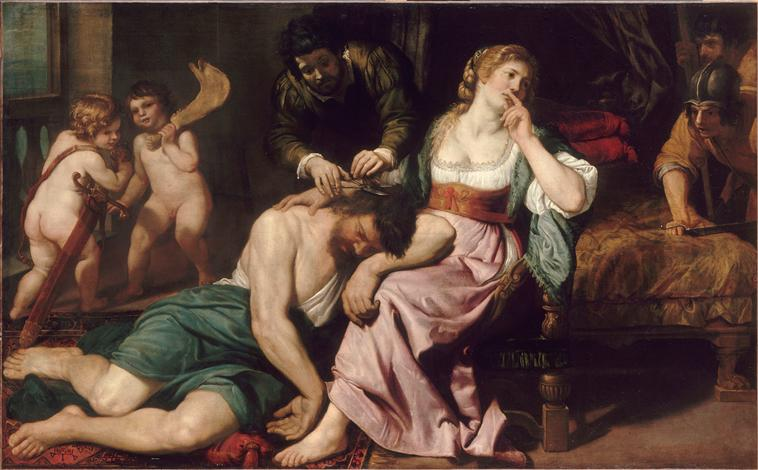
Доменіко Фйязелла. «Самсон і Даліла»
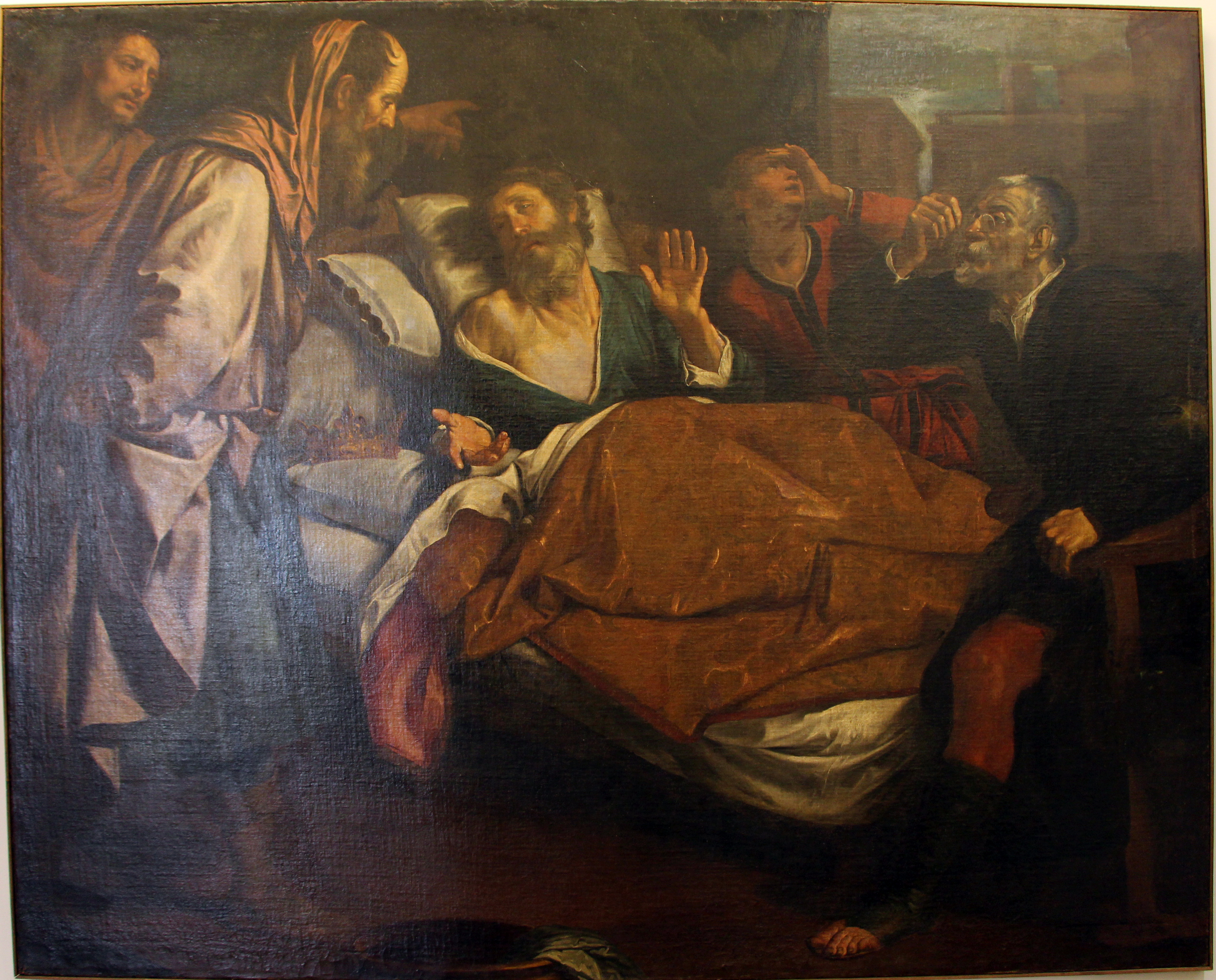
Доменіко Фйязелла. «Смерть царя Юдеї Езекії»